# Lista över medaljörer vid olympiska vinterspelen 1968
Det här är en lista över alla medaljörer i olympiska vinterspelen 1968. 

## Bobsleigh
| Gren   | Guld                                                                            | Silver                                                                       | Brons                                                              |
| 2-mans | Italien · Eugenio Monti · Luciano de Paolis                                     | Västtyskland · Horst Floth · Pepi Bader                                      | Rumänien · Ion Panturu · Nicolae Neagoe                            |
| 4-mans | Italien · Eugenio Monti · Luciano de Paolis · Roberto Zandonella · Mario Armano | Österrike · Erwin Thaler · Reinhold Durnthaler · Herbert Gruber · Josef Eder | Schweiz · Jean Wicki · Hans Candrian · Willi Hofmann · Walter Graf |

## Ishockey
| Gren   | Guld | Silver | Brons |
| Herrar | Sovjetunionen · Viktor Zinger · Viktor Konovalenko · Vitaly Davydov · Oleg Zaytsev · Viktor Blinov · Aleksandr Ragulin · Igor Romishevsky · Viktor Kuzkin · Boris Mayorov · Viktor Polupanov · Yevgeny Mishakov · Anatolij Firsov · Anatoly Ionov · Vladimir Vikulov · Vyacheslav Starshinov · Yury Moiseyev · Veniamin Aleksandrov | Tjeckoslovakien · Vladimír Dzurilla · Vladimír Nadrchal · Oldřich Machač · Josef Horešovský · Jan Suchý · Karel Masopust · František Ševčík · Jan Havel · Petr Hejma · Jan Hrbatý · Jiří Kochta · Jiří Holík · Josef Černý · Václav Nedomanský · Jozef Golonka · Jaroslav Jiřík · Jan Klapáč · František Pospíšil | Kanada · Ken Broderick · Wayne Stephenson · Marshall Johnston · Barry MacKenzie · Brian Glennie · Paul Conlin · Terry O'Malley · Ted Hargreaves · Ray Cadieux · Fran Huck · Morris Mott · Steve Monteith · Gary Dineen · Herb Pinder · Bill MacMillan · Danny O'Shea · Roger Bourbonnais · Gerry Pinder |

## Konståkning
| Gren      | Guld                                                 | Silver                                           | Brons                                              |
| Herrar    | Wolfgang Schwarz · Österrike                         | Timothy Wood · USA                               | Patrick Pera · Frankrike                           |
| Damer     | Peggy Fleming · USA                                  | Gabriele Seyfert · Östtyskland                   | Hana Masková · Tjeckoslovakien                     |
| Paråkning | Ljudmila Belousova · Oleg Protopopov · Sovjetunionen | Tatjana Sjuk · Aleksandr Gorelik · Sovjetunionen | Margot Glockshuber · Wolfgang Danne · Västtyskland |

## Rodel
| Gren           | Guld                                                | Silver                                   | Brons                                            |
| Singel, herrar | Manfred Schmid · Österrike                          | Thomas Köhler · Östtyskland              | Klaus-Michael Bonsack · Östtyskland              |
| Par, herrar    | Klaus-Michael Bonsack · Thomas Köhler · Östtyskland | Manfred Schmid · Ewald Walch · Österrike | Wolfgang Winkler · Fritz Nachmann · Västtyskland |
| Singel, damer  | Erika Lechner · Italien                             | Christa Schmuck · Västtyskland           | Angelika Dünhaupt · Västtyskland                 |

## Alpin skidåkning

### Herrar
| Gren        | Guld                          | Silver                     | Brons                          |
| Slalom      | Jean-Claude Killy · Frankrike | Herbert Huber · Österrike  | Alfred Matt · Österrike        |
| Storslalom  | Jean-Claude Killy · Frankrike | Willy Favre · Schweiz      | Heinrich Messner · Österrike   |
| Störtlopp   | Jean-Claude Killy · Frankrike | Guy Périllat · Frankrike   | Jean-Daniel Dätwyler · Schweiz |
| Kombination | Jean-Claude Killy · Frankrike | Dumeng Giovanoli · Schweiz | Heinrich Messner · Österrike   |

För kombinationen utdelades inga olympiska medaljer utan endast VM-medaljer.

### Damer
| Gren        | Guld                           | Silver                   | Brons                        |
| Slalom      | Marielle Goitschel · Frankrike | Nancy Greene · Kanada    | Annie Famose · Frankrike     |
| Storslalom  | Nancy Greene · Kanada          | Annie Famose · Frankrike | Fernande Bochatay · Schweiz  |
| Störtlopp   | Olga Pall · Österrike          | Isabelle Mir · Frankrike | Christl Haas · Österrike     |
| Kombination | Marielle Goitschel · Frankrike | Annie Famose · Frankrike | Heidi Zimmermann · Österrike |

För kombinationen utdelades inga olympiska medaljer utan endast VM-medaljer.

## Skidor, nordiska grenar

### Herrar
| Gren                | Guld                                                                    | Silver                                                                        | Brons                                                                          |
| 15 km               | Harald Grønningen · Norge                                               | Eero Mäntyranta · Finland                                                     | Gunnar Larsson · Sverige                                                       |
| 30 km               | Franco Nones · Italien                                                  | Odd Martinsen · Norge                                                         | Eero Mäntyranta · Finland                                                      |
| 50 km               | Ole Ellefsæter · Norge                                                  | Vjatjeslav Vedenin · Sovjetunionen                                            | Josef Haas · Schweiz                                                           |
| 4 x 10 km           | Norge · Odd Martinsen · Pål Tyldum · Harald Grønningen · Ole Ellefsæter | Sverige · Jan Halvarsson · Bjarne Andersson · Gunnar Larsson · Assar Rönnlund | Finland · Kalevi Oikarainen · Hannu Taipale · Kalevi Laurila · Eero Mäntyranta |
| Backhoppning, K70   | Jiří Raška · Tjeckoslovakien                                            | Reinhold Bachler · Österrike                                                  | Baldur Preiml · Österrike                                                      |
| Backhoppning, K90   | Vladimir Belusov · Sovjetunionen                                        | Jiří Raška · Tjeckoslovakien                                                  | Lars Grini · Norge                                                             |
| Nordisk kombination | Franz Keller · Västtyskland                                             | Alois Kälin · Schweiz                                                         | Andreas Kunz · Östtyskland                                                     |

### Damer
| Gren     | Guld                                                              | Silver                                                            | Brons                                                              |
| 5 km     | Toini Gustafsson · Sverige                                        | Galina Kulakova · Sovjetunionen                                   | Alevtina Koltjina · Sovjetunionen                                  |
| 10 km    | Toini Gustafsson · Sverige                                        | Berit Mørdre Lammedal · Norge                                     | Inger Aufles · Norge                                               |
| 3 x 5 km | Norge · Inger Aufles · Babben Enger Damon · Berit Mørdre Lammedal | Sverige · Britt Strandberg · Toini Gustafsson · Barbro Martinsson | Sovjetunionen · Alevtina Koltjina · Rita Atjkina · Galina Kulakova |

## Skidskytte
| Gren               | Guld                                                                                         | Silver                                                         | Brons                                                                            |
| 20 km individuellt | Magnar Solberg · Norge                                                                       | Aleksandr Tichonov · Sovjetunionen                             | Vladimir Gundartsev · Sovjetunionen                                              |
| 4 x 7,5 km         | Sovjetunionen · Aleksandr Tichonov · Nikolaij Pusanov · Viktor Mamatov · Vladimir Gundartsev | Norge · Ola Wærhaug · Olav Jordet · Magnar Solberg · Jon Istad | Sverige · Lars-Göran Arwidson · Tore Eriksson · Olle Petrusson · Holmfrid Olsson |

## Skridsko

### Herrar
| Gren     | Guld                         | Silver                                        | Brons                        |
| 500 m    | Erhard Keller · Västtyskland | Magne Thomassen · Norge Terry McDermott · USA | Inte utdelat                 |
| 1 500 m  | Kees Verkerk · Nederländerna | Ard Schenk · Nederländerna                    | Ivar Eriksen · Norge         |
| 5 000 m  | Fred Anton Maier · Norge     | Kees Verkerk · Nederländerna                  | Peter Nottet · Nederländerna |
| 10 000 m | Johnny Höglin · Sverige      | Fred Anton Maier · Norge                      | Örjan Sandler · Sverige      |

### Damer
| Gren    | Guld                            | Silver                                                | Brons                             |
| 500 m   | Ljudmila Titova · Sovjetunionen | Mary Meyers · USA Dianne Holum · USA Jenny Fish · USA | Inte utdelat                      |
| 1 000 m | Carry Geijssen · Nederländerna  | Ljudmila Titova · Sovjetunionen                       | Dianne Holum · USA                |
| 1 500 m | Kaija Mustonen · Finland        | Carry Geijssen · Nederländerna                        | Stien Baas-Kaiser · Nederländerna |
| 3 000 m | Ans Schut · Nederländerna       | Kaija Mustonen · Finland                              | Stien Baas-Kaiser · Nederländerna |